# Farní sbor Českobratrské církve evangelické v Sedlci-Prčicích
Farní sbor Českobratrské církve evangelické v Sedlci-Prčicích je sborem Českobratrské církve evangelické v Sedlci-Prčicích. Sbor spadá pod Pražský seniorát.
Farářem sboru je Josef Bartošek, kurátorem sboru Jindřich Souček.

## Faráři sboru
- Jaroslav Timoteus Kučera (1932-1933, výpomocný kazatel)
- Karel Loveček (1946, diakon)
- Arnold Gruhn (1961, diakon)
- jáhenka Pavla Jandečková (2009-2022)
- Josef Bartošek (2023-)